# Gorgonidia
Gorgonidia is een geslacht van vlinders van de familie spinneruilen (Erebidae), uit de onderfamilie Arctiinae.

## Soorten
- G. buckleyi Druce, 1883
- G. cubotaensis Reich, 1938
- G. garleppi Druce, 1898
- G. vulcania de Toulgoët, 1987